# Weissenborn (gitaar)
Een Weissenborn, ook wel lap steel, slidegitaar of hawaïgitaar genoemd, is een gitaar met stalen snaren die op de schoot wordt neergelegd en bespeeld.

## Geschiedenis
De eerste Weissenborn-gitaar werd ongeveer rond 1920 ontworpen door Hermann C. Weissenborn. Oorspronkelijk had hij deze gitaar ontwikkeld voor de hawaïmuziek. Maar tegenwoordig wordt hij, zij het sporadisch, in alle stijlen muziek gebruikt.

## Klank en techniek
De gitaar heeft een zeer eigen geluid en is makkelijk op het gehoor te onderscheiden. Deze klank heeft de gitaar voornamelijk te danken aan de speelwijze. De hals van de gitaar is in tegenstelling tot andere gitaren helemaal hol en bevat geen fretten. De kam is extreem hoog, zodat de snaren ver boven de hals liggen.
Weissenborns worden meestal bespeeld met een slide (ook wel bottle-neck genoemd naar de hals van een fles, waar ook mee gespeeld kan worden). Ze worden gebruikt voor hawaïmuziek en countrymuziek.

## Pedal steel
Later werd de pedal steel ontwikkeld, waarbij de lap steel op poten geplaatst werd en er met pedalen van gitaarstemming veranderd kon worden, waardoor er verschillende akkoorden gespeeld konden worden op een snaarveld. Er zijn pedalsteels met 1, 2, 3 of 4 snaarvelden.

## Bekende bespelers
- Ben Harper
- Bob Dunn
- Bobbejaan Schoepen
- Daniel Lanois
- David Gilmour
- Kilima Hawaiians
- Xavier Rudd